# Pico Teneriffe
Pico Teneriffe är en klippa i Barbados. Den ligger i parishen Saint Peter, i den norra delen av landet vid havet.